# Mesocrista revelata
Espèce
Mesocrista revelata est une espèce de tardigrades de la famille des Hypsibiidae.

## Distribution
Cette espèce se rencontre en Europe.

## Publication originale
- Gąsiorek, Stec, Morek, Zawierucha, Kaczmarek, Lachowska-Cierlik & Michalczyk, 2016 : An integrative revision of Mesocrista Pilato, 1987 (Tardigrada: Eutardigrada: Hypsibiidae). Journal of Natural History, vol. 50, no 45/46, p. 2803-2828.